# 十三股
十三股，是台灣宜蘭縣壯圍鄉的一個傳統地域名稱，位於該鄉西部偏北。相較於今日行政區，其範圍大致包括忠孝村東北部、過嶺村西北部凸出部分。

## 歷史
台灣清治末期，十三股地區為一街庄，稱為「十三股庄」，隸屬於民壯圍堡。該庄東與三塊厝庄、過嶺庄為鄰，東南與公館庄為鄰，南邊及西南邊為壯六庄，西邊為功勞庄，西北邊及北邊為古亭笨庄。
1901年（日治明治三十四年）11月，廢縣廳改設二十廳，該庄隸屬於宜蘭廳，編入第十六區。1905年（明治三十八年）7月，該區改名「民壯圍區」。1909年（明治四十二年）10月，合併二十廳為十二廳，該庄仍隸屬於宜蘭廳。1920年（大正九年），廢十二廳改設五州二廳，該庄改制為「十三股」大字，隸屬於臺北州宜蘭郡壯圍庄，大字下有「十三股」、「十八甲」、「六戈」小字名。
戰後壯圍庄改制為壯圍鄉，隸屬於臺北縣，大字亦改制為村。1950年10月，北、基、宜分治，壯圍鄉改隸屬於宜蘭縣。

## 聚落
本地區發展較早的聚落有十三股、十八甲等，在日治期初期的官方地圖上已有記載。此外，本地區尚有六戈聚落。

## 交通
省道台2線是台灣濱海公路系統之一，其中基隆至蘇澳路段又稱為「北部濱海公路」，大致以縱向經過十三股地區東部邊界外不遠處。由該道路向北可前往頭城、貢寮、瑞芳等地，向南可前往五結、蘇澳等地。
鄉道宜7線是竹安至新南的道路，大致以縱向經過本地區中部。由該道路向北可前往古亭笨東部、新發、車路頭東南部、塭底、大塭東南端並止於鄉道宜4線路口，向南可前往壯六東部、公館西部、新興、南興並止於鄉道宜16線路口。
鄉道宜8線（永美路一段）是龍潭至永鎮的道路，大致以橫向經過本地區北部。由該道路向西轉西北可前往古亭、土圍西南部、抵美、武暖、四結、大陂龍潭並止於鄉道宜5線路口，向東可前往三塊厝永鎮並止於省道台2線路口。
鄉道宜10線（順和路）是七張至過嶺的道路，大致以西北西—東南東走向轉橫向經過本地區中部偏北地帶。由該道路向西北西可前往功勞、七張並止於縣道191號路口，向東可前往過嶺並止於省道台2線路口。